# Сретен Љубеновић Конкордије
Сретен Љубеновић Конкордије био је колекционар који је темељно скупљао старине широм Србије.

## Колекционарски рад
У свом колекционарском раду он је нарочито обраћао пажњу на територију општине Горњи Милановац. Пореклом из Пирота, он се 50-их година прошлог века преселио у Брезну, село у Горњем Милановцу. Тамо је у порти сеоске цркве покренуо приватни музеј – своју збирку је првобитно ту излагао.
Био је члан путујуће трупе Миливоја Живановића. Познавао је Нушића и Тина Ујевића и био је пријатељ са Александром Дероком.

## Сарадња са Музејем рудничко-таковског краја
Збирка Музеја рудничко-таковског краја из Горњег Милановца настала је пре свега на основу Конкордијеве збирке. Његова колекција била је полазна тачка за установљење Музејске збирке која данас броји више од хиљаду предмета. Његова колекција од око 2000 предмета је 1987. године пренета у Музеј, путем откупа или поклона. Први пут је јавности представљена на изложби 1. децембра 1991, док је од 1994. године у трајном власништву Музеја. Збирка се састоји од широког спектра предмета из различитих периода – реч је о примерцима који су размештени у археолошку, историјску, уметничку, етнографску и нумизматичку целину. Примера ради, чине је богослужбени предмети из цркава горњомилановачке околине из 18. и 19. века, али и радови примењене уметности и слика „Југославија на Јадрану” чувеног свестраног уметника Драгутина Инкиостри Медењака.